# Monaster św. Cyryla w Kijowie
Monaster św. Cyryla (ukr. Кирилівський монастир) – średniowieczny monaster w Kijowie. Najstarsze jego fragmenty, w tym stanowiąca najważniejszą część kompleksu cerkiew św. Cyryla, pochodzą z XII wieku, chociaż po licznych przebudowach obiekt utrzymany jest w stylu barokowym. W cerkwi św. Cyryla zachował się unikatowy zespół fresków powstałych bezpośrednio po wzniesieniu cerkwi, a następnie konserwowanych i uzupełnianych w XVII i XIX w.
Kompleks położony jest na terenie dawnego uroczyska Dorohożycze.

## Historia
Do budowy obronnego monasteru, który miał pełnić równocześnie funkcje świątyni pałacowej i fortecy broniącej dostępu do Kijowa od strony Padołu, przystąpił w 1139 r. książę kijowski i czernihowski Wsiewołod II. Na patrona kompleksu fundator wybrał swojego patrona z chrztu – św. Cyryla Aleksandryjskiego. Cerkiew św. Cyryla miała być również rodowym mauzoleum. Książę zmarł jednak, zanim ukończono prace. Najprawdopodobniej bryła budynku była już w tym momencie gotowa, natomiast do wykonania pozostała dekoracja wnętrza. Po śmierci Wsiewołoda prace nad dekoracją malarską kontynuowała, do śmierci w 1179 r., jego żona Maria Mścisławówna, następnie pochowana w monasterze.  
Najstarsza wzmianka o istnieniu w tym miejscu męskiej wspólnoty mniszej pochodzi z 1167 r. i znajduje się w latopisie kijowskim. Z informacji podanej w latopisie można wnioskować, że w wymienionym roku klasztor działał już od dawna. Był to pierwszy na ziemiach ruskich ośrodek kultu św. Cyryla Aleksandryjskiego, który wcześniej był świętym w tym regionie praktycznie nieznanym. 
Kolejna informacja o monasterze św. Cyryla pochodzi dopiero z 1539 r. XVI-wieczne dokumenty informują o majątku monasteru i pozwalają przyjąć, że wspólnota była dobrze zorganizowana. Wiadomo jednak, że podczas najazdu wojsk Batu Chana na Kijów cerkiew św. Cyryla została poważnie uszkodzona, zniszczeniu uległ jej dach, co doprowadziło do stopniowej degradacji obiektu. 
Na początku XVII w. klasztorem opiekował się książę Konstanty Wasyl Ostrogski, z inicjatywy którego średniowieczną budowlę odremontowano. Książę skierował również do monasteru w charakterze przełożonego swojego protegowanego ihumena Bazylego Krasowskiego-Czornobriwca, dotąd kierującego monasterem Podwyższenia Krzyża Pańskiego w Ostrogu. 
Na przełomie XVII i XVIII w. monaster został przebudowany w stylu baroku ukraińskiego (kozackiego). Dostawiono wówczas cztery mniejsze kopuły, zmieniono kształt dachu, zamurowano część okien, zmieniono zewnętrzną dekorację budynku. W 1734 obiekt został poważnie uszkodzony przez pożar i rozbudowany w latach 1750–1760 pod kierunkiem Iwana Hryhorowicza-Barskiego. Kontynuował on przebudowę cerkwi św. Cyryla i zabudowań monasterskich w stylu barokowym.  
W 27 lat później monaster został zamknięty na rozkaz władz carskich i zaadaptowany na szpital, a następnie na przytułek dla chorych psychicznie, noszący nadal imię św. Cyryla. Nadal w użytku pozostawała klasztorna cerkiew, kilkakrotnie przebudowana w stylu barokowym. 8 maja 1929 Rada Komisarzy Ludowych Ukraińskiej SRR zdecydowała, iż były monaster jest zabytkiem szczególnej wartości i zdecydowała o jego konserwacji i adaptacji na cele muzealne. W dzwonnicy zlokalizowano ekspozycję poświęconą Barskiemu, zaś oficjalnym właścicielem budynku został Narodowy Komisariat Edukacji Ukraińskiej SRR.  
W 1936, mimo wcześniejszych uchwał o wysokiej wartości historycznej monasteru, część obiektu została rozebrana na cegły. Przestały wtedy istnieć dzwonnica, część murów zewnętrznych i jedna z bram, natomiast na cmentarzu przyklasztornym pozostały tylko dwa XVIII-wieczne nagrobki. Zdecydowano jednak zachować i nadal poddawać sukcesywnej konserwacji samą cerkiew św. Cyryla z zachowanym zespołem średniowiecznych fresków. Od 1965 wszystkie zachowane budynki pełniły funkcje muzealne.
Obiekt na nowo zaczął pełnić funkcje sakralne pod koniec lat 90., kiedy został oddany Ukraińskiemu Kościołowi Prawosławnemu Patriarchatu Moskiewskiego.

## Architektura

### Bryła budynku

#### Pierwotny wygląd cerkwi św. Cyryla
Monasterska cerkiew została wzniesiona w stylu staroruskim. W jej architekturze widoczne było odchodzenie od ścisłego kopiowania wzorców bizantyjskich na rzecz rozwijania własnego, specyficznego budownictwa, z częściowymi wpływami stylu romańskiego. Zbudowano ją na planie prostokąta o długości 31 m i szerokości 18,4 m. Wysokość budowli wynosi 28 m. Trójnawowa cerkiew zwieńczona jest jedną kopułą (pierwotnie półkolistą) i wspiera się na sześciu filarach. Grubość północnej ściany budynku wynosi 196–198 cm, zaś ścian południowej i zachodniej – 172–176 cm. Od wschodu wszystkie nawy cerkwi zakończone są półkolistymi absydami. Pierwotnie od stron północnej, południowej i zachodniej do obiektu przylegały dodatkowe pomieszczenia, być może od zachodu był to obszerny przedsionek lub kryta galeria. Ascetyzm pierwotnej architektury cerkwi podkreślał niemal całkowity brak ozdób zewnętrznych poza fryzem poprowadzonym u szczytu ścian oraz na bębnie.

#### Cerkiew św. Cyryla po przebudowie
Na przełomie XVII i XVIII w. cerkiew została przebudowana w stylu barokowym. Wzniesiono wówczas cztery nowe kopuły w narożnikach obiektu, zbudowano nowy czterospadowy dach, zmniejszono niektóre okna, inne zaś całkiem zamurowano. Usunięto starszą dekorację zewnętrzną (fryz i półkolumny w bębnie). 
Podczas dalszej fazy przebudowy, kierowanej przez Hryhorowicza-Barskiego, półkoliste kopuły przekształcono na specyficzne dla ukraińskiej architektury barokowej kopuły w kształcie gruszek, na elewacji zachodniej zbudowano barokowy fronton, ściany cerkwi ozdobiono półkolumnami z korynckimi kapitelami. Nad wejściami do świątyni umieszczono medaliony: prostokątne nad drzwiami bocznymi i okrągły przed wejściem głównym od zachodu. Pierwotnie znajdowało się w nim wyobrażenie Trójcy Świętej, następnie, po likwidacji monasteru, herb Imperium Rosyjskiego, następnie medalion pokryto białym tynkiem. Po przebudowie sylwetka cerkwi jest masywna i ciężka. 
W odróżnieniu od zewnętrznego wyglądu świątyni jej wewnętrzne rozplanowanie w historii niemalże nie ulegało zmianom. Wejście do cerkwi św. Cyryla prowadzi narteks, w narożnikach którego przewidywano miejsce na pochówki książąt. W południowej części przedsionka znajdowało się baptysterium, które prawdopodobnie połączono z przedsionkiem dopiero podczas remontu obiektu na początku XVII w. Prawdopodobnie część przedsionka była dawniej odrębnym pomieszczeniem ołtarzowym z ikonostasem, który stał w tym miejscu również jeszcze w XVII w.. Nad narteksem znajduje się przestrzeń dla chóru, w XIX w. ozdobiona marmurowym parapetem. 
W pomieszczeniu ołtarzowym znajdują się pozostałości stołu ołtarzowego z XII w. Aktualnie użytkowany stół ołtarzowy pochodzi z XVII w. W największej absydzie znajdują się pozostałości górnego miejsca i miejsc dla kapłanów. Chociaż monaster św. Cyryla nie był budowany jako siedziba biskupa, fundator polecił urządzenie miejsca dla biskupa, spodziewając się, że hierarchowie będą regularnie odwiedzać świątynię i służyć w niej.

### Dekoracja malarska wnętrza
Obecna bogata dekoracja malarska wnętrza obiektu została wykonana w latach 1881–1884 przez zespół artystów pod kierunkiem Adriana Prachowa (będącego też autorem projektu ikonostasu), który równocześnie dokonał konserwacji zachowanych malowideł z okresu średniowiecza. Były to sceny biblijne – Narodzenie Chrystusa, Eucharystia, Zaśnięcie Bogurodzicy, Zwiastowanie, Sąd Ostateczny oraz Apokalipsa – i portrety ewangelistów, proroków i męczenników, w tym imponujące malowidło Św. Cyryl nauczający heretyka. Michaił Wrubel wykonał z kolei freski znajdujące się dziś w narteksie oraz ikony ikonostasu. Łączna powierzchnia dekoracji malarskiej to ok. 800 metrów kwadratowych.

### Ikonostas
Nie jest znany wygląd pierwotnego ikonostasu cerkwi św. Cyryla. Podczas przebudowy w stylu barokowym w obiekcie ustawiono ikonostas pięciorzędowy, w stylu odpowiadającym architekturze świątyni. 

## Galeria

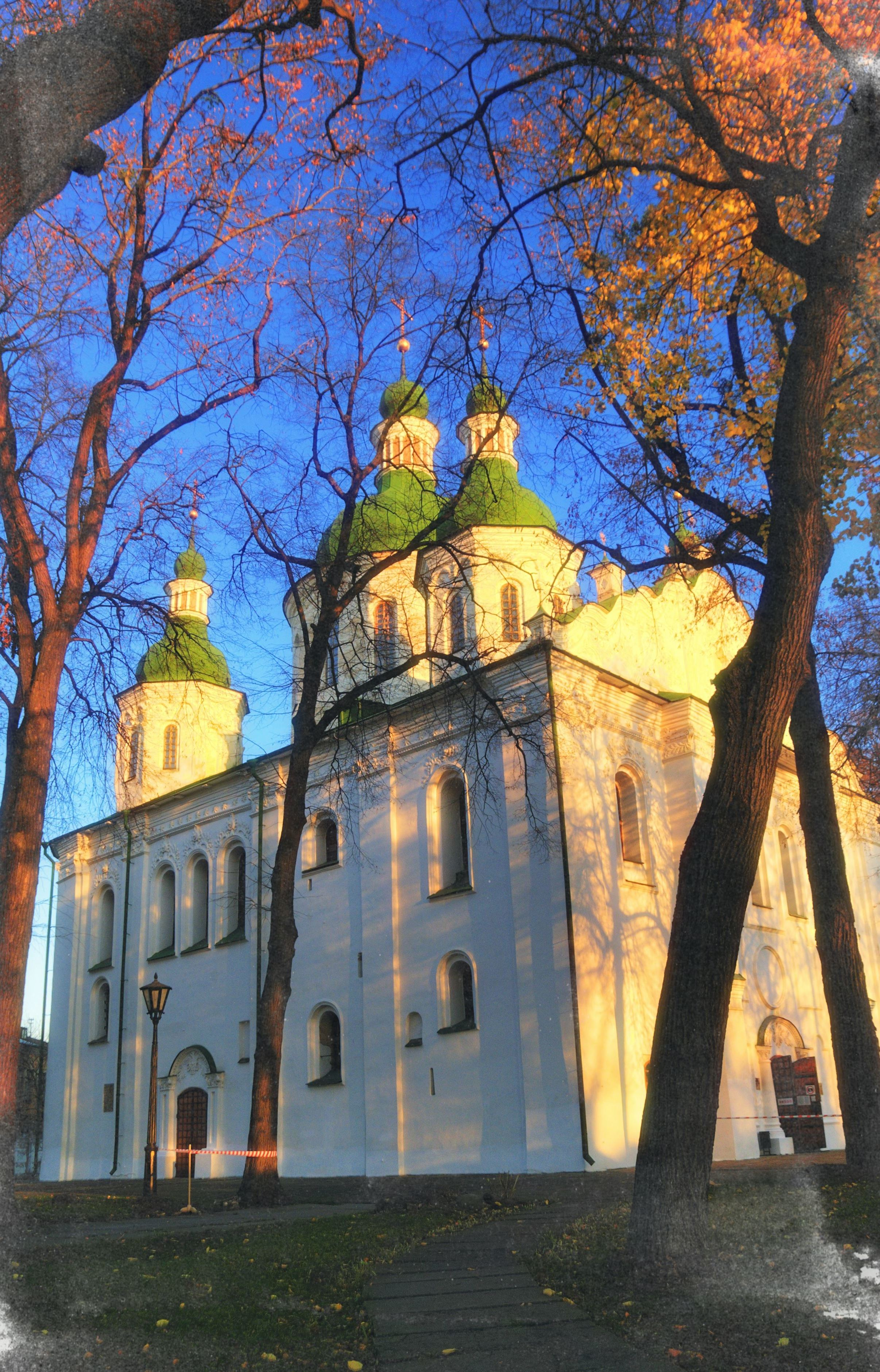
Cerkiew św. Cyryla (2013)
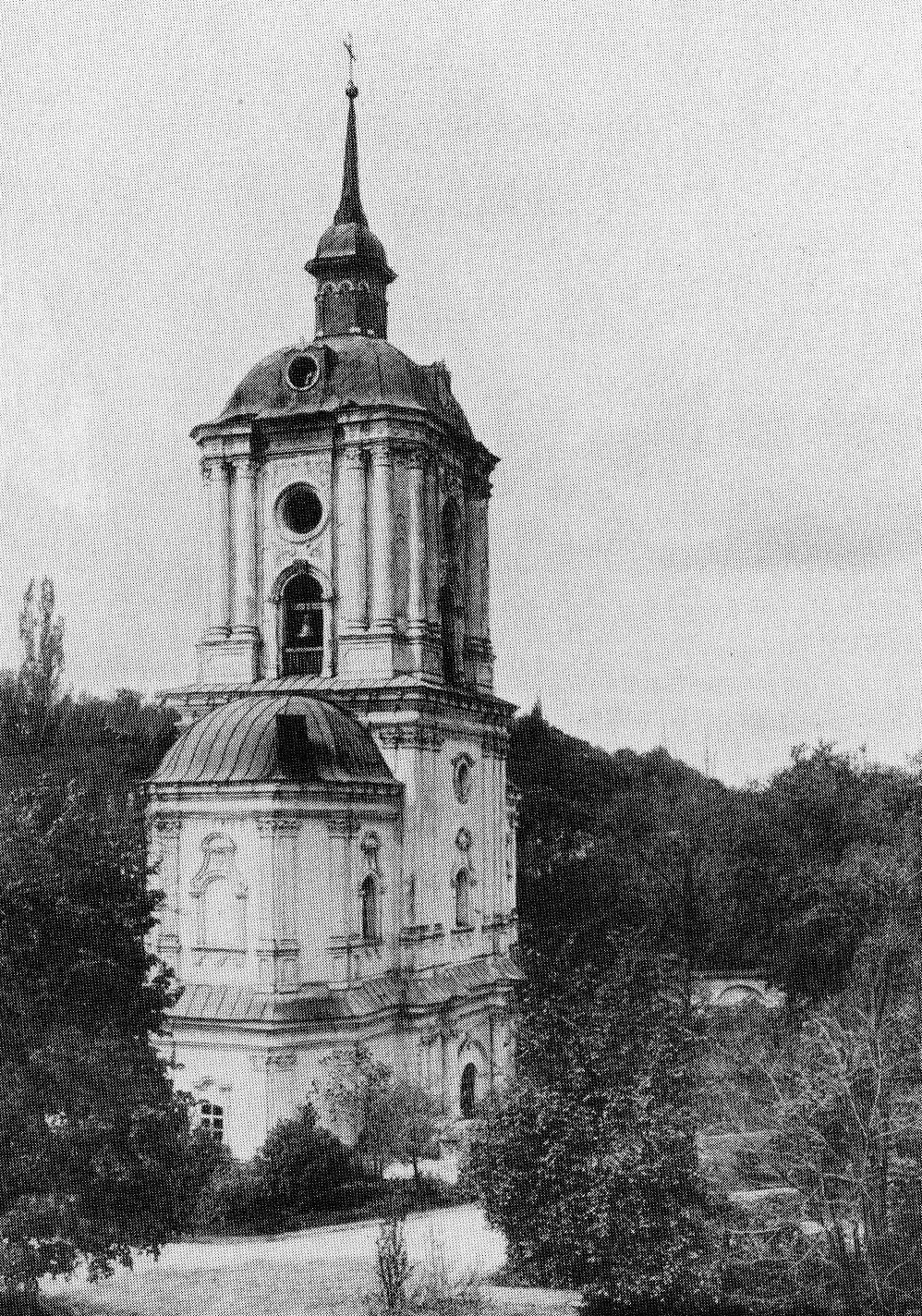
Dzwonnica zburzona w 1937
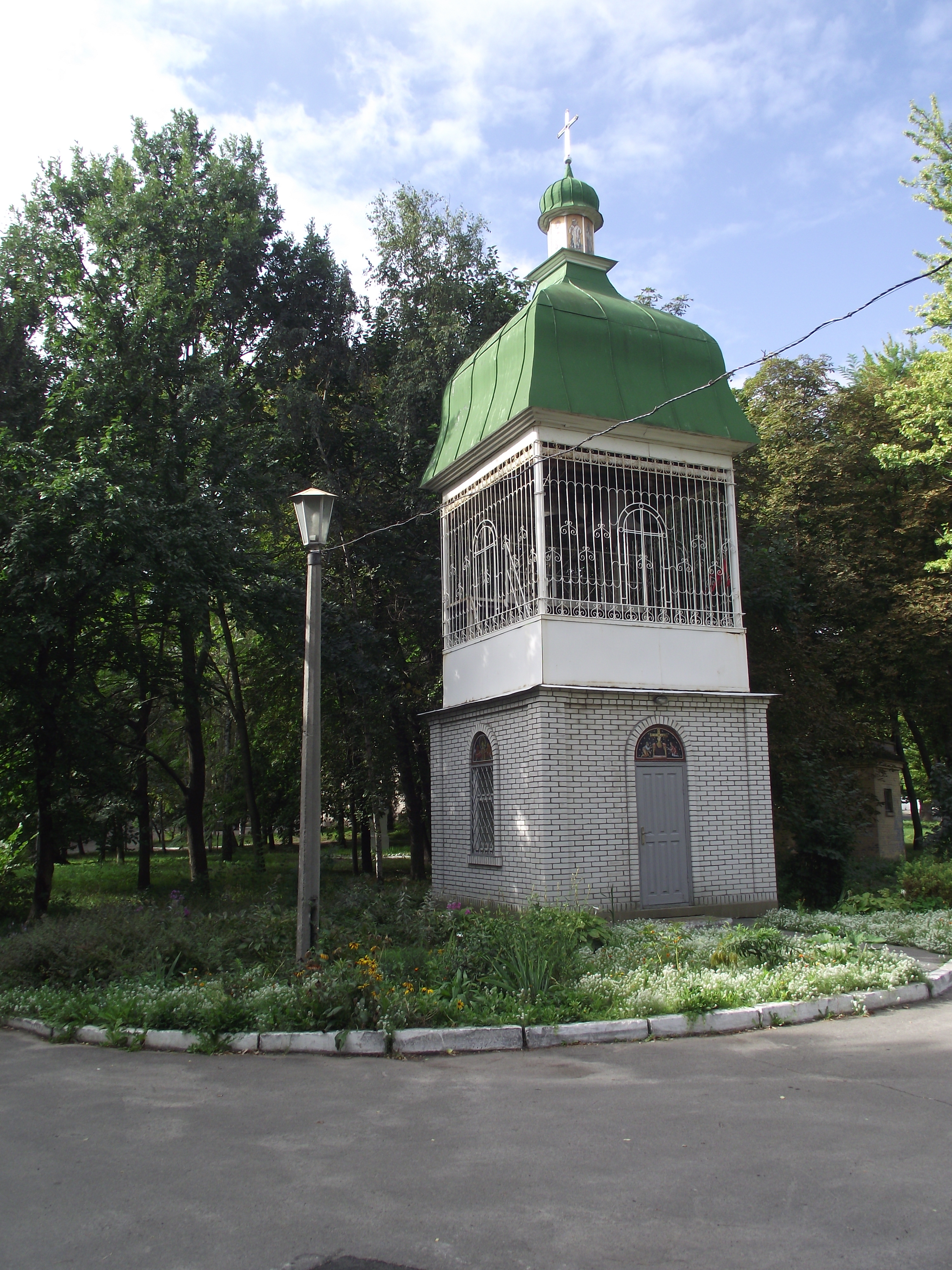
Dzwonnica po odbudowie